# Radvilė Morkūnaitė-Mikulėnienė

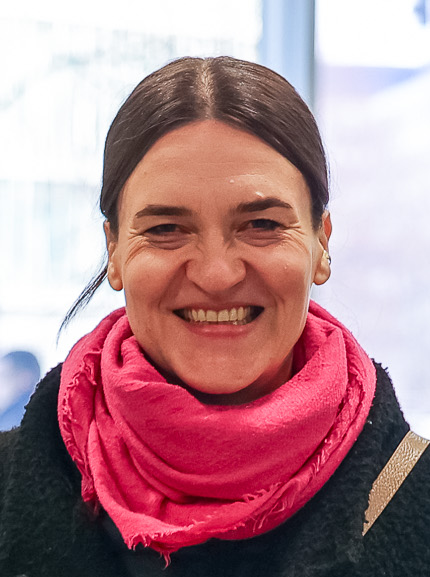
Radvilė Morkūnaitė-Mikulėnienė

Radvilė Morkūnaitė-Mikulėnienė (* 2. Januar 1984 in Kaunas) ist eine litauische konservative Politikerin der Partei Tėvynės Sąjunga – Lietuvos krikščionys demokratai, Mitglied im Seimas, Parlamentsvizepräsidentin. 

## Leben
Nach dem Abitur 2002 am Juozas-Naujalis-Musikgymnasium Kaunas absolvierte Radvilė Morkūnaitė 2006 das Bachelorstudium für die Darbietung von Klavierkunst an der Musik- und Theaterakademie Litauens und 2008 das Masterstudium des Kulturmanagements und Kulturpolitik an der Kunstakademie Vilnius in der litauischen Hauptstadt Vilnius. 
Von 2005 bis 2008 arbeitete sie als Assistentin mehrerer Mitglieder von Seimas und Beamte der Seimas-Kanzlei, danach war sie bis 2009 Beraterin des Außenministers Vygaudas Ušackas. Der TS-LKD sowie der daran angebundenen Liga der jungen Konservativen trat sie 2001 bei. Von 2006 bis 2007 war sie Vorsitzende der Liga der jungen Konservativen, später gehörte sie dem Rat der TS-LKD an, seit 2009 ist sie Mitglied des Präsidiums und des Rates der Partei. Sie arbeitete als Koordinatorin eines internationalen Projekts zum Schutz der Ostsee. Von 2009 bis 2014 war sie Mitglied im Europäischen Parlament. Im 12. Seimas und 13. Seimas war sie Mitglied des Umweltschutzausschusses, Mitglied des Ausschusses für Bildung, Wissenschaft und Kultur, Mitglied des Finanzausschusses und des Europaausschusses.
Von November 2020 bis Juni 2024 war sie Parlamentsvizepräsidentin im 13. Seimas und vom 27. Juni 2024 bis Dezember 2024 Ministerin für Bildung, Wissenschaft und Sport. Seit dem 14. November 2024 ist sie Mitglied im 14. Seimas und Parlamentsvizepräsidentin. 

## Familie
Ihr Urgroßvater  Antanas Morkūnas war ab 1924 Bürgermeister von Kėdainiai. Ihr Vater Eligijus Morkūnas war Mitglied im Rat der Rajongemeinde Kaišiadorys.
Ihre Mutter Teodora Morkūnienė arbeitet im Litauischen Freilichtmuseum für Volkskunst in Rumšiškės.
Morkūnaitė ist verheiratet. Ihr Ehemann ist Mindaugas Mikulėnas.